# Kapverdische Volleyballnationalmannschaft der Männer
Die kapverdische Volleyballnationalmannschaft der Männer ist die Auswahl kapverdischer Volleyballspieler, welche die Federação Cabo-verdiana de Voleibol (FCV) auf internationaler Ebene, beispielsweise in Freundschaftsspielen gegen die Auswahlmannschaften anderer nationaler Verbände, aber auch bei internationalen Wettbewerben repräsentiert. 1988 trat der nationale Verband dem Weltverband Fédération Internationale de Volleyball (FIVB) bei. Im Oktober 2021 wurde die Mannschaft auf dem 20. Platz der kontinentalen Rangliste geführt.

## Internationale Wettbewerbe

### Kap Verde bei Weltmeisterschaften
Die Mannschaft konnte sich bisher nicht für eine Weltmeisterschaft qualifizieren.

### Kap Verde bei Olympischen Spielen
Bisher gelang es der Mannschaft nicht, sich für die olympischen Wettbewerbe zu qualifizieren.

### Kap Verde bei Afrikameisterschaften
Die Mannschaft kann bisher keine Teilnahmen an der Afrikameisterschaft vorweisen.

### Kap Verde bei den Afrikaspielen
Kap Verdes Volleyballnationalmannschaft der Männer nahm bisher zweimal an den Wettbewerben der Afrikaspiele teil: 2015 erreichte sie den neunten, 2019 den sechsten Platz.

### Kap Verde beim World Cup
Kap Verde kann bisher keine Teilnahme am World Cup – dem Qualifikationsturnier für die Olympischen Spiele – vorweisen.

### Kap Verde in der Weltliga
Die Weltliga fand bisher ohne kapverdische Beteiligung statt.